# Siklawa
Siklawa, Wielka Siklawa (niem. Siklawafall, Siklawa-Wasserfall, słow. Siklawa, węg. Siklawa-vízesés) – wodospad w Tatrach Wysokich na potoku Roztoka.
Wodospad spada z progu ściany stawiarskiej oddzielającej doliny: Pięciu Stawów Polskich i Roztoki dwiema lub trzema strugami (w zależności od wysokości poziomu wody w Wielkim Stawie). Nachylenie ściany wynosi około 35°, a wysokość progu – około 65–70 metrów. Jest to największy wodospad w Tatrach, lecz nie najwyższy. Walery Eljasz-Radzikowski w swoich „Szkicach z podróży w Tatry” (1874) pisał: Siklawa jest w całych Tatrach najznakomitszym wodospadem, a tylko mała stosunkowo ilość wody spadającéj przeszkadza jéj mierzyć się z najrozgłośniejszemi wodospadami w Europie. Najwyższym wodospadem w całych Tatrach jest Ciężka Siklawa w Dolinie Białej Wody, na Słowacji. Siklawa jest najwyższym wodospadem w Polsce.
Nazwa wodospadu Siklawica w Tatrach Zachodnich pochodzi od Siklawy.

## Opis
Wielka Siklawa najpiękniej wygląda w słoneczne dni, po obfitych opadach deszczu. Wokół niej, w rozpylonych kroplach wody, tworzą się wielobarwne tęcze. Siklawa była celem wycieczek górskich już na początku XIX wieku. Opisywana przez poetów, uwieczniana przez malarzy. Seweryn Goszczyński w swym „Dzienniku podróży do Tatrów” (1832) pisał o wodospadzie, nazywanym przez niego Siklawą Wodą: O sto kroków od nas przewalał się, grzmiał wodospad i rosił nas swoimi mgłami. Przekrojony od sterczącej na wierzchu opoki, rzuca się on prostopadle dwóma pasmami kilkunastołokciowej szerokości (...) Lecąca woda, połamana, pokłębiona, wrząca, zdaje się być tylko pianą i brylantami. Rodzi się z niej wieczny deszczyk i zlewa pobliższe miejsca. W niektórych położeniach słońca zachwycający widok mają tu tworzyć liczne tęcze. Tak z kolei przedstawił Siklawę wspomniany W. Eljasz-Radzikowski w „Szkicach...”: Wodospad przedstawił nam się jak srebrna wstęga snująca się po skale. Tym razem tém piękniejszy niż zwykle, bo po deszczu wezbrany toczył w szalonym pędzie znaczniejszą ilość wody, która spadając w przepaść z wysokości 204 stóp, spieniona, parą otoczona, wypływa od dna spadu tworząc potok wśród dzikiej doliny, płynący prawie ciągle po progach, a śnieżna barwa jego odznacza go od skał i zarośli.
Szlak turystyczny prowadzi po orograficznie prawej stronie wodospadu przez długi pas wygładzeń polodowcowych (tak zwane Danielki). Są to miejsca niebezpieczne, gdy są oblodzone. W 1924 r. poślizgnął się tutaj i poniósł śmierć przewodnik tatrzański Jan Gąsienica Daniel (i stąd właśnie pochodzi nazwa tego miejsca).
 od Wodogrzmotów Mickiewicza (przy szosie Palenica Białczańska – Morskie Oko) nad Wielki Staw. Czas przejścia: 2:05 h, ↓ 1:40 h.

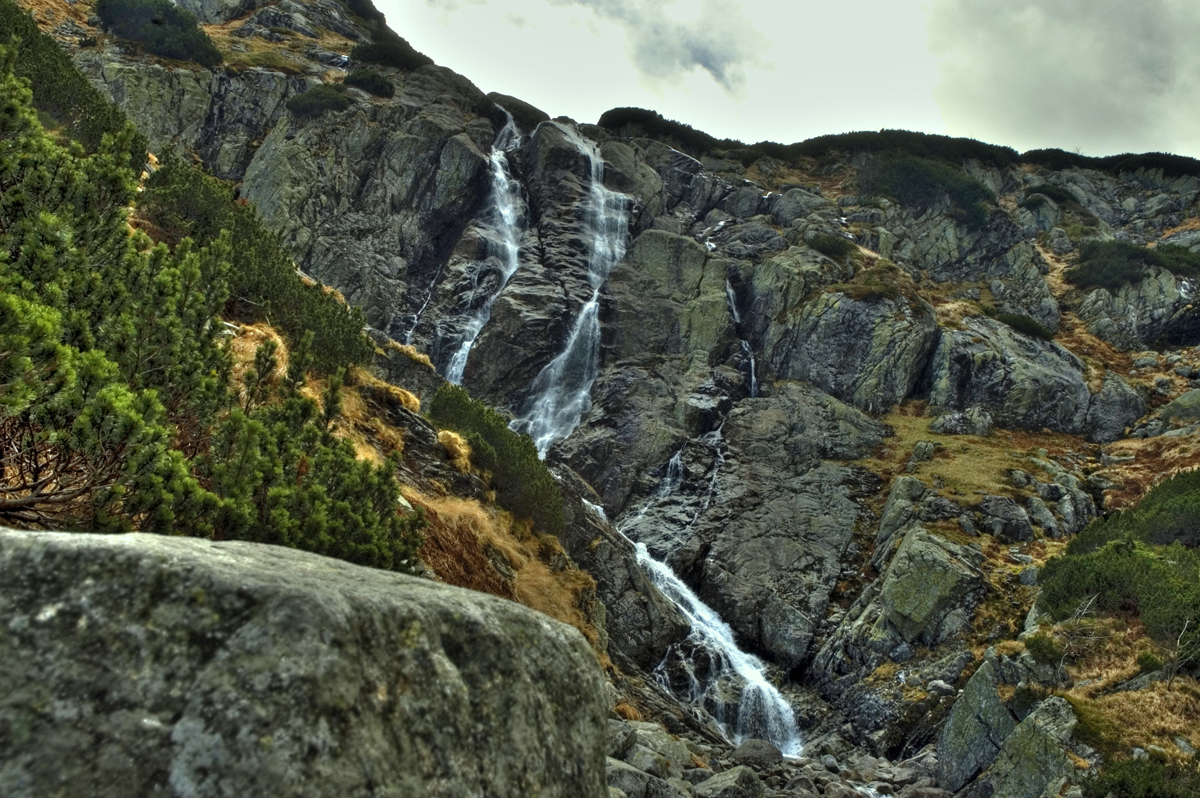
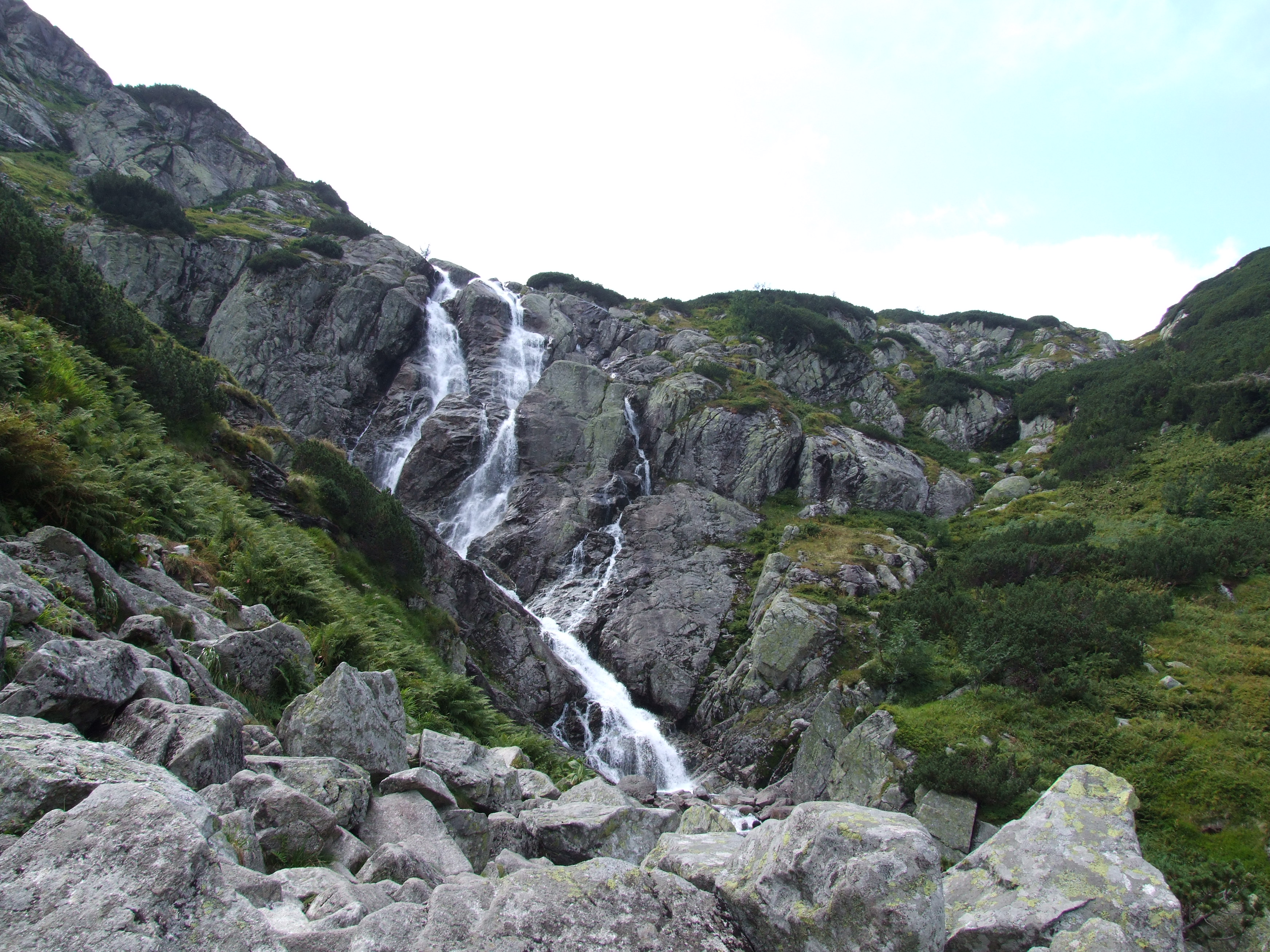
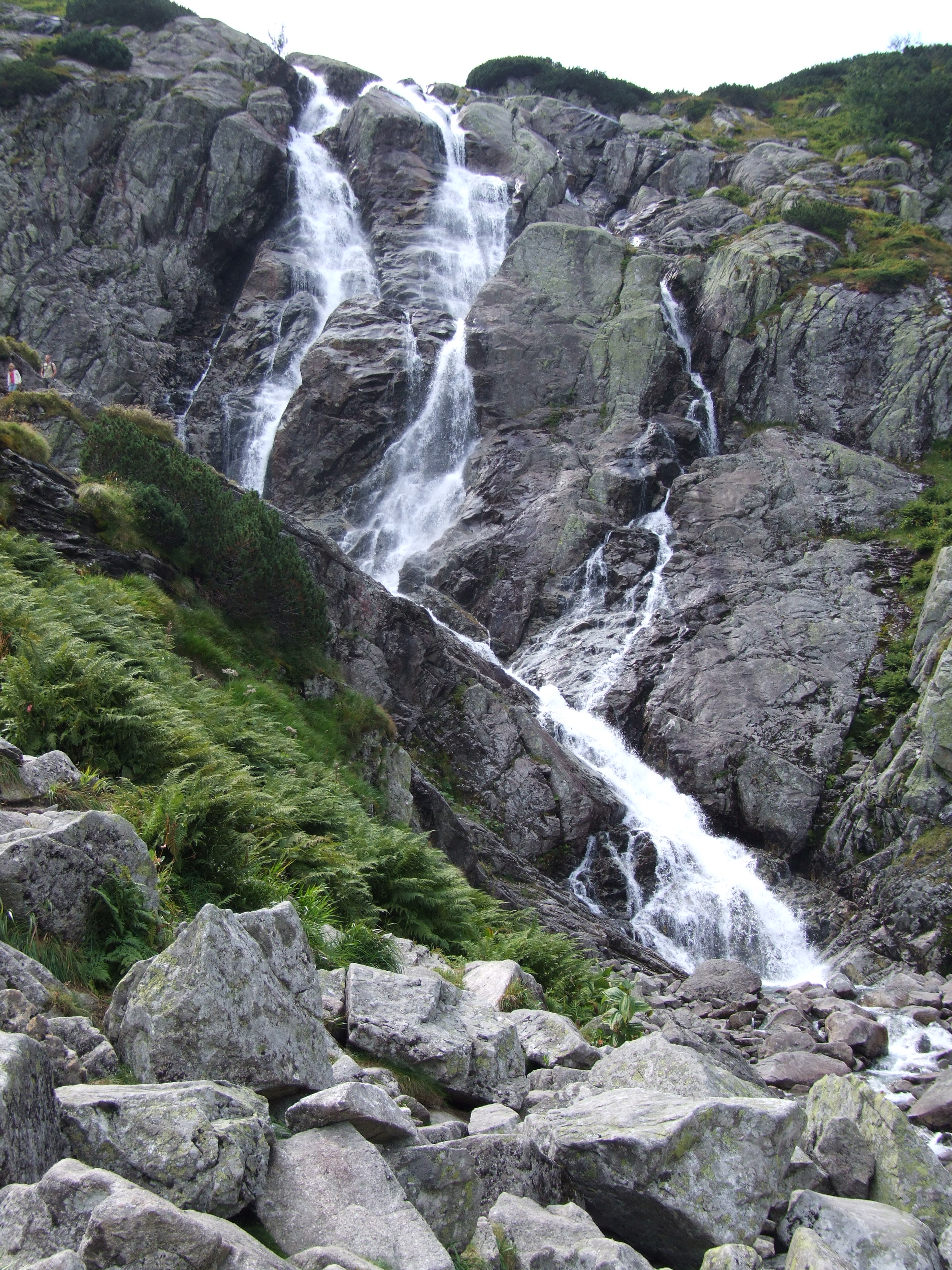
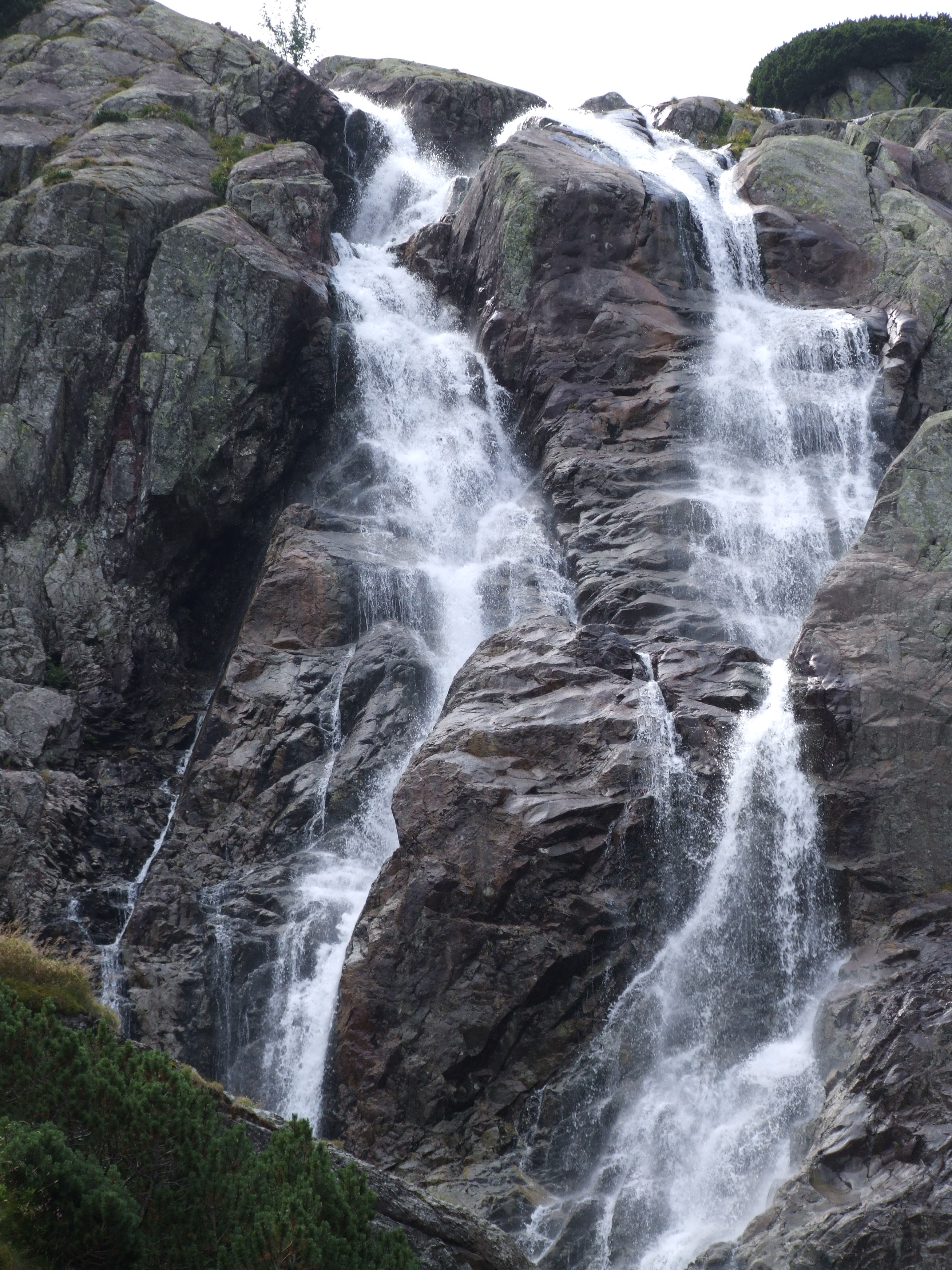
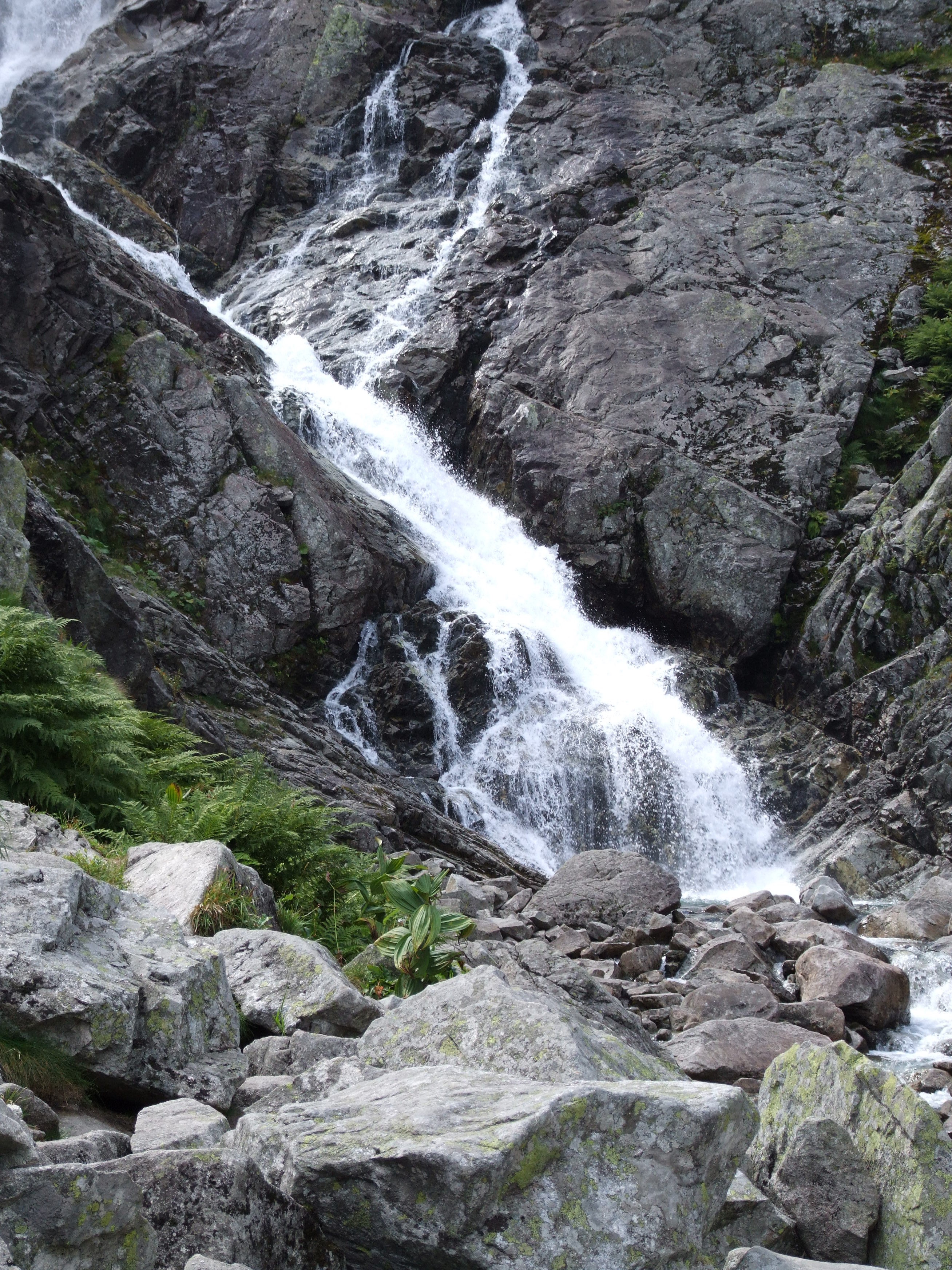